# Walter Fantini
Walter Fantini, de son vrai nom Renato Alfredo Fantini, né le 8 juin 1912 à San Bartolomeo in Bosco (it) et mort le 15 février 1997 à Copparo, est un coureur cycliste italien professionnel de 1935 à 1938.

## Biographie
Renato Alfredo Fantini né le 8 juin 1912 à San Bartolomeo in Bosco (it) dans le royaume d'Italie dans la région d'Émilie-Romagne. Il meurt dans son pays le 15 février 1997 à Copparo.

### Carrière
Fantini intègre l'équipe amateure de sa province, le V.S. Ferrara en 1933. Durant les saisons 1933 et 1934, il participe majoritairement à des courses amateures nord-italiennes et françaises où il se démarque. En 1934, il se classe 6e du Tour du Vaucluse, derrière des coureurs notables comme Maurice Archambaud ou Jean Bidot. Ces belles performances en amateur lui permettent de signer un contrat professionnel avec l'équipe italienne Gloria pour la saison 1935. Cette arrivée dans une équipe de haut niveau lui ouvre les portes du Giro d'Italia, la plus grande course par étapes italienne. Il réalise pendant ce tour sa meilleure performance de sa carrière en se classant 2e d'une étape et en se hissant en tête du classement général durant un jour. L'année suivante, il coure sans équipe mais participe tout de même au Tour d'Italie où il est contraint à l'abandon lors de la 5e étape. En 1937, il retourne dans l'équipe V.S. Ferrara, cette année-là, il se classe 4 fois dans le top 10 d'étapes sur le Giro avant d'abandonner durant la 11e étape. À la fin de cette saison, l'équipe professionnelle de l' AC Modenese le recrute pour une année. Durant cette dernière, il participe une dernière fois au Tour d'Italie qu'il termine à la 36e position.

## Palmarès

### Par année
- 1933
  - 2e de la Coppa Zucchi
- 1935
  - Coppa Zucchi[1]

### Résultats sur les Grands tours

#### Tour d'Italie
4 participations
- 1935 : 52e,  maillot rose durant 1 jour
- 1936 : abandon (5e étape)
- 1937 : abandon (11e étape)
- 1938 : 36e